# Аустраудюр Ейстейнссон
Аустраудюр Ейстейнссон (ісл. Ástráður Eysteinsson; нар. 7 травня 1957, Акранес) — ісландський філолог.
Закінчив Ісландський університет (1979, бакалаврат з англійської та німецької мови) та університет Ворика (1980, магістратура з порівняльного літературознавства), потім протягом трьох років перебував у докторантурі Кельнського університету. У 1982—1987 року працював у США, викладав у Айовському університеті, де захистив докторську дисертацію. Від 1987 викладає в Ісландському університеті, від 1994 — професор. У 1994—2006 роках (із перервами) завідував кафедрою порівняльного мовознавства та загальної лінгвістики, у 2008—2015 роках — декан Інституту гуманітарних досліджень у складі університету Одночасно у 2003—2007 роках. голова ради університетського музею мистецтв, у 2007—2014 роках — голова ради університетського видавництва.

Основні роботи Ейстейнссона присвячені теоретичному осмисленню поняття модернізму в літературі та проблемам перекладознавства. Йому належить, зокрема, монографія «Концепт модернізму» (англ. The concept of modernism; 1990, видавництво Корнелльського університету), що оцінюється як 
|  | ...вкрай необхідний поштовх для модерністських досліджень, а також певну міцну теоретичну основу для всіх зацікавлених у переосмисленні питання ідеологічних наслідків модернізму.Оригінальний текст (англ.) ...a much-needed jumpstart for modernist studies, as well some solid theoretical grounding for anyone interested in rethinking the question of modernism's ideological implications. |

Ейстейнссон виступив упорядником антології «Переклад: Теорія та практика» (англ. Translation: Theory and Practice; 2005) (спільно з Денієлом Вайсбортом) та редактором-упорядником фундаментальної двотомної колективної монографії «Модернізм» (2007) у серії «Порівняльна історія літератур європейськими мовами».
Переклав ісландською мовою низку творів Франца Кафки. Виступав також як літературний критик, входив до журі різних національних літературних премій.